# Гаттерия
Гатте́рия, или туата́ра (лат. Sphenodon punctatus), — вид пресмыкающихся, единственный современный представитель древнего отряда клювоголовых (иногда выделяют второй вид, Sphenodon guntheri). Эндемик Новой Зеландии.

## Этимология
Родовое название Sphenodon происходит от др.-греч. σφήν — клин и ὀδούς — зуб. Видовой эпитет punctatus переводится с латинского как «пятнистый». «Туатара» с маори переводится  как «колючая спина» (tua — спина, tara — шип, колючка).

## Описание

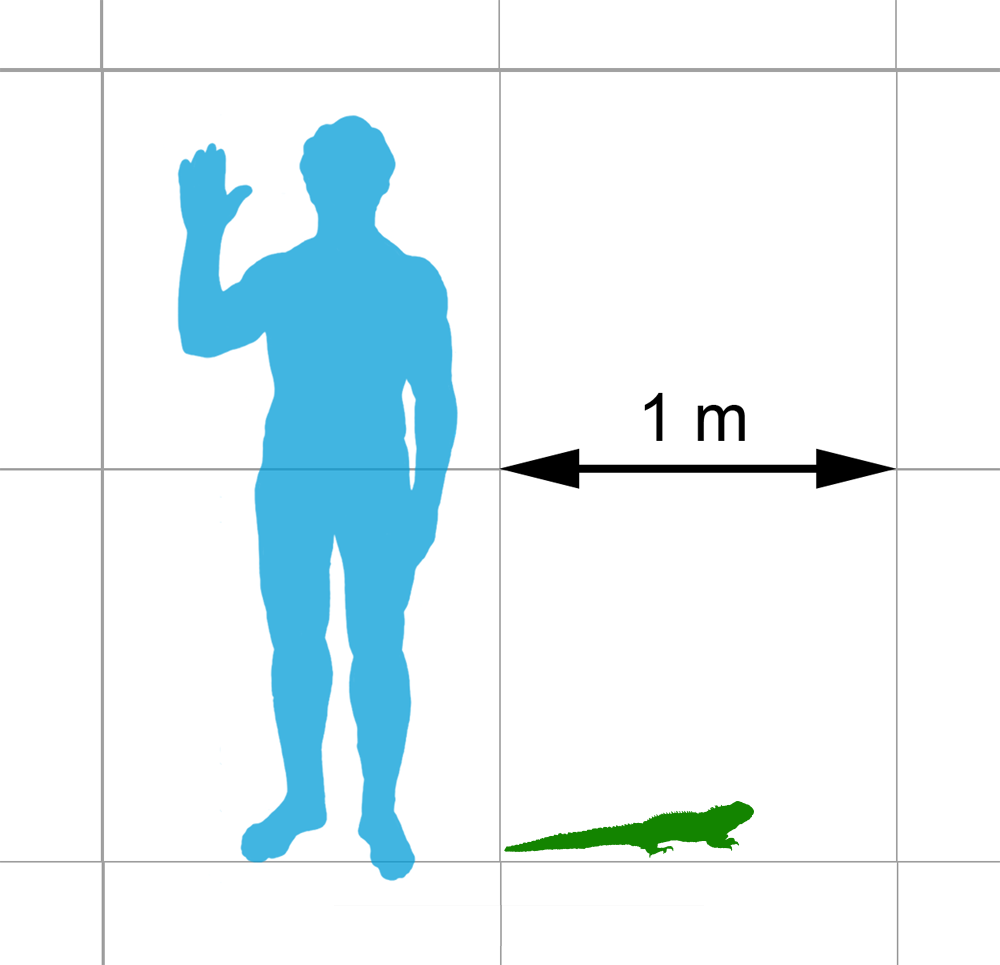
В сравнении с человеком

Длина тела достигает 76 см, а масса — 1,3 кг. Средняя продолжительность жизни — 60 лет, однако могут жить и более 100 лет. Некоторые эксперты считают, что гаттерии способны жить около 200 лет. Половой зрелости достигают в возрасте 15—20 лет. Ведёт преимущественно ночной образ жизни. Ночью взрослые гаттерии бродят в поисках пищи по индивидуальным участкам площадью 12—87 м². При этом температура их тела достигает 7—17°C. День они проводят в норах, иногда греясь на солнце около входа. При этом они могут разогреваться до 24—27°C. Внешним видом и образом жизни напоминает крупных игуан.
Как и у многих ящериц, у гаттерии хорошо развит теменной глаз — орган, тесно связанный по происхождению и функциям с эпифизом. Он участвует в синхронизации суточных ритмов организма с циклом смены дня и ночи, в обеспечении ориентирования животного в пространстве и в терморегуляции.
До 1989 года считалось, что существует только один вид этих рептилий, однако профессор университета Виктория (Веллингтон) Чарльз Догерти предложил выделить второй вид — Sphenodon guntheri.

## Распространение
Обитает на нескольких небольших островах Новой Зеландии (на двух главных островах, Северном и Южном, вымерла). 
На нескольких небольших островах Новой Зеландии в проливе Кука гаттерии часто селятся в норах вместе с гнездящимися буревестниками. Днём, когда буревестники заняты поиском пищи, гаттерии отдыхают в норах. С наступлением сумерек птицы возвращаются в гнезда, а гаттерии выходят на поиски пищи.

## Охрана
Гаттерия — реликтовый вид, подлежащий охране. С заселением Новой Зеландии людьми её численность резко снизилась из-за завезённых хищников и утраты мест обитания. Позже гаттерия была взята под охрану и по состоянию на 2019 год имеет в Красной книге МСОП охранный статус вида, вызывающего наименьшие опасения.

## Размножение
Гаттерии достигают половой зрелости в возрасте от 15 до 20 лет. Спариваются и откладывают яйца (от 8 до 15) раз в четыре года. От спаривания до вылупления проходит 12—15 месяцев. Поскольку гаттерии размножаются очень медленно, для их выживания необходима строгая охрана.

## Болезни и паразиты
Гаттерия является единственным хозяином всех стадий развития клеща Amblyomma sphenodonti Dumbleton, 1943.